# Baño seco ecológico

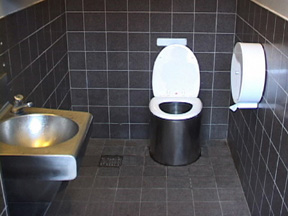
Baño compostero público en la autopista A6 en Suecia.

El baño seco ecológico (también conocido como inodoro seco, sanitario seco, retrete seco, baño compostero, inodoro de compostaje, etc.) es un tipo de baño que se caracteriza por no utilizar agua entubada, sino que aprovecha las capacidades de la compostación (fermentación aerobia) y la desecación para degradar la materia fecal; se tiene constancia de su posible uso desde 1129.

## Diseño y funcionamiento
En su forma más simple, el baño seco consiste en un recipiente destinado a recuperar las heces, que luego son cubiertas de serrín, copos de madera o de algún otro tipo de materia orgánica seca. El papel higiénico usado también puede ser depositado en él. Una vez este recipiente lleno, su contenido debe ser vaciado en un lugar controlado para asegurar su tratamiento. Dos métodos de degradación de la materia orgánica son posibles según el diseño del baño: en unos casos es la fermentación la que actúa (en la que es posible mezclar la orina y las heces en el mismo recipiente) y en otros casos es la desecación (gracias a un sistema para almacenar la orina y las heces de forma separada).
En su forma más desarrollada, el baño compostero seco dispone de una cámara de fermentación bajo él capaz de contener las heces durante largos periodos de tiempo, y consta de un sistema de ventilación para permitir el secado y fermentación de la materia orgánica. Después de un periodo de por lo menos seis meses, las heces compostadas de esta manera son lo suficientemente inocuas para poder ser utilizadas como abono o dispersadas en la naturaleza sin causar problemas de salud pública. Sin embargo, no se recomienda el uso de este tipo de compost para abonar productos de consumo humano.
Existe también una versión de sanitario ecoamigable que se caracteriza por no usar agua y estar diseñado con un cono para separar la orina de las heces. Esta separación facilita el procesamiento por separado de los residuos humanos, lo que hace que el proceso de mantenimiento y procesamiento en algunos casos sea más efectivo y cómodo para los usuarios. Ver sanitarios de separación.

## Principales ventajas y desventajas
La principal ventaja de este tipo de baños es que no se utiliza agua para el saneamiento, resultando en un ahorro neto muy importante de este recurso y evitando su contaminación por materia fecal. Esto supone menores costes de mantenimiento del sistema de tratamiento de aguas negras, permitiendo su implantación en lugares donde poner en marcha ese sistema sería muy difícil. Al tratarse de una fuente de abono, los nutrientes contenidos en las heces continúan su ciclo natural sin tener que ser diluidos y luego reconcentrados en las plantas de tratamiento de aguas.
Entre sus mayores desventajas cabe destacar la dificultad de implantar este tipo de sistema en determinados contextos, y en particular en medios urbanos muy densos, aunque esto es factible con el Inodoro ecológico seco con separación de la orina, si se lo implementa debidamente, con especial atención a la ventilación de posibles olores, como se ha hecho exitosamente en una cooperativa de vivienda en Suecia durante años, aunque un caso en la China no se implementó bien y tuvo que darse de baja. En general, este tipo de baño no debe realizarse en medios urbanos sin los conocimientos necesarios para que su funcionamiento pueda obtener resultados satisfactorios. Los malos olores se producen si los espacios que reciben los excrementos no tienen suficiente ventilación, dando lugar a la fermentación anaeróbica. Esta es la razón por la cual ciertos de estos baños son comercializados con un sistema de ventilación integrado.